# اس‌ام‌اس اولدنبورگ (۱۸۸۴)
اس‌ام‌اس اولدنبورگ (۱۸۸۴) (به انگلیسی: SMS Oldenburg (1884)) یک کشتی دفاع ساحلی بود که طول آن ۷۹٫۸ متر (۲۶۲ فوت) بود. این کشتی در سال ۱۸۸۴ ساخته شد.